# Rákvirág

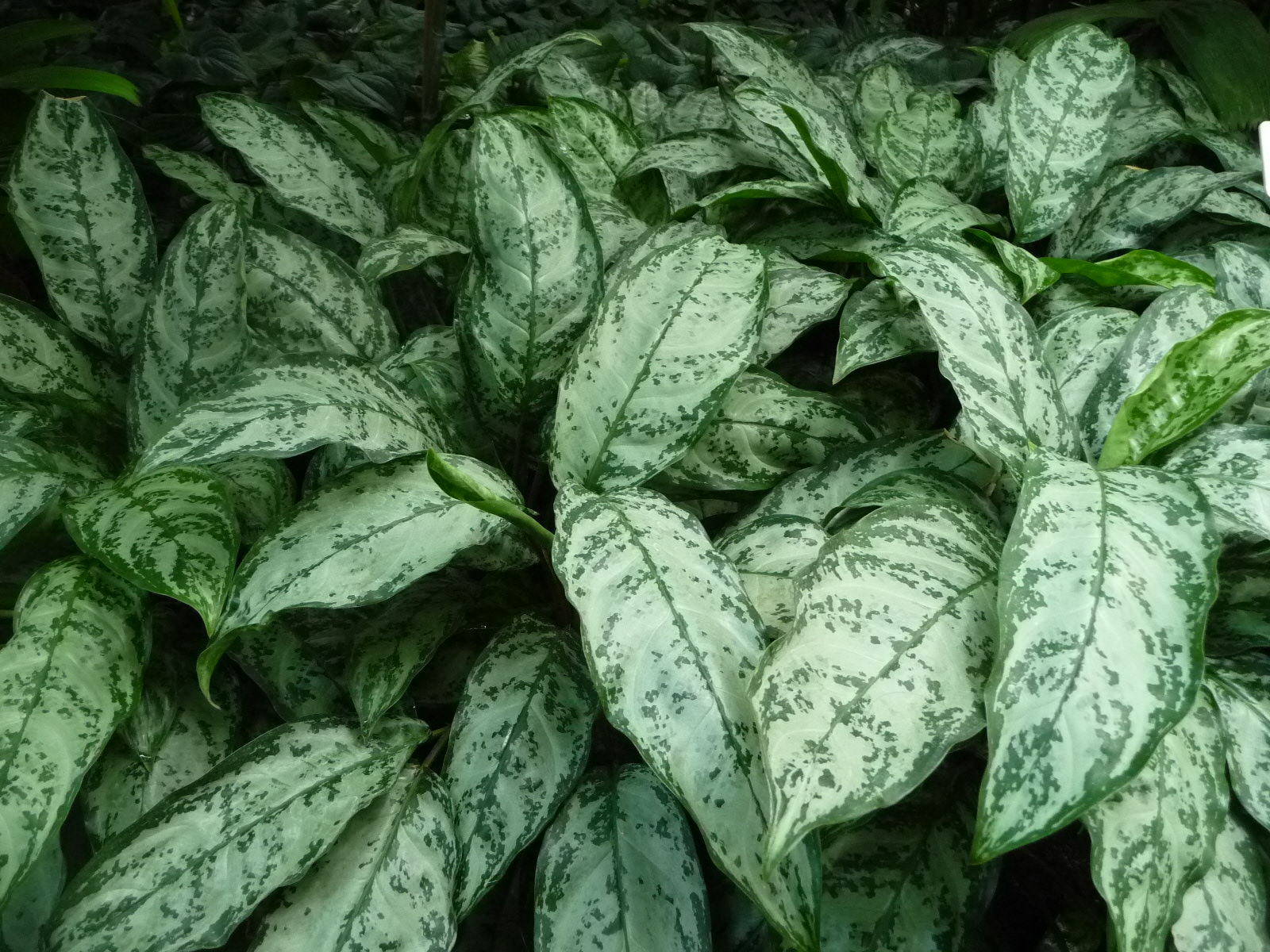
Aglaonema maranthfolium

A rákvirág (Aglaonema) a hídőrvirágúak (Alismatales) rendjébe tartozó kontyvirágfélék (Araceae) családjában az Aroideae alcsalád egyik nemzetsége.

## Származása, elterjedése
Őshazája a Maláj-félsziget, a Szunda-szigetek és Hátsó-India; dísznövénynek termesztett fajtáit a világ több trópusi éghajlatú területére betelepítették.

## Megjelenése, felépítése
Egyszikű, egylaki, lágyszárú növény. A szára sima, zöld. A kifejlett növény akár 1 m magasra is megnőhet.
Szórtan álló, 8–10 cm szélesek és 20–30 cm hosszú, sötét haragoszöld levelei egyszerűek, oválisak; a válluk keskenyedik, a csúcsuk kihegyesedik, a szélük ép. A levélnyél hosszú. A levelek erezete csúcsra fut, szárnyas. Több faj, illetve kertészeti változat leveleit sárgás vagy fehéres foltok, csíkok tarkítják.
Zöldes fellevelű, jelentéktelen külsejű torzsavirágzatában zöldesfehér virágok nőnek. Termése piros, ovális bogyó.
A növény minden része mérgező!

## Életmódja, termőhelye
Évelő, örökzöld. A laza, tőzeges talajt és a párás levegőt kedveli - főleg a foltos levelű fajok. Vízigénye közepes, de a szárazságot nem bírja -, a túlöntözött növény gyökerei viszont elrothadnak. Sok fényt igényel, de félárnyékban: a direkt napfényt nem bírja. Hőigénye közepes, de fagyérzékeny: átteleltetéséhez legalább 8 °C kell.
Dugvánnyal vagy tőosztással szaporítható. Lakásban kora tavasszal virágzik.

## Kártevői
Ha a levegő meleg és száraz, a takácsatka és a tripsz támadhatja meg.

## Rendszerezés
A nemzetséget két fajsorra bontják:
Aglaonema fajsor
- Aglaonema chermsiriwattanae
- Aglaonema cochinchense
- közönséges rákvirág (Aglaonema commutatum)
- Aglaonema cordifolium
- Aglaonema crispum
- Aglaonema densinervium
- Aglaonema flemingianum
- Aglaonema hookerianum
- Aglaonema marantifolium
- kínai rákvirág (Aglaonema modestum)
- Aglaonema nebulosum
- Aglaonema nitidum
- Aglaonema ovatum
- Aglaonema philippinense
- Aglaonema pictum
- Aglaonema pumilum
- Aglaonema rotundum
- Aglaonema simplex
- Aglaonema tenuipes
- Aglaonema tricolor
- Aglaonema vittatum

Chamaecaulon fajsor
- Aglaonema brevispathum
- Aglaonema costatum